# Creag Pitridh
Creag Pitridh är ett berg i Storbritannien.   Det ligger i kommunen Highland och riksdelen Skottland, i den norra delen av landet, 700 km nordväst om huvudstaden London. Toppen på Creag Pitridh är 924 meter över havet, eller 96 meter över den omgivande terrängen. Bredden vid basen är 0,56 km. Creag Pitridh ligger vid sjön Lochan na h-Earba.
Terrängen runt Creag Pitridh är huvudsakligen kuperad, men åt nordväst är den bergig. Trakten runt Creag Pitridh är nära nog obefolkad, med mindre än två invånare per kvadratkilometer. Omgivningarna runt Creag Pitridh är i huvudsak ett öppet busklandskap.